# Agitation Free
 (novembre 2024).
 (novembre 2024).
Agitation Free est un groupe de rock progressif allemand, fondé en 1967. Ce groupe avant-gardiste, adepte du genre space rock, figure sur la Nurse with Wound list.

## Biographie
En septembre 1967, le guitariste Lutz Ulbrich et le batteur Christoph Franke, accompagnés de Michael Duwe au chant, le guitariste Lutz Kramer et le bassiste Michael Günther, forment ensemble Agitation Free. Tout d’abord groupe de reprises, ils finissent par composer leur propre répertoire et s’intéressent aux possibilités des synthétiseurs. Lieu de brassage, Agitation Free voit défiler de nombreux musiciens.
En avril 1972, le groupe se stabilise autour de Lutz Ulbrich et Michael Günther, auxquels viennent s’ajouter Jörg Schwenke (guitare), Michael Hoenig (synthétiseur) et Burghard Rausch (batterie). À son retour d’un voyage d’échanges culturels avec l’Égypte, le Liban, Chypre et la Grèce, Agitation Free enregistre son premier album Malesch (Music Factory, puis Vertigo, 1972), un mélange d’improvisation, de musiques traditionnelles et de rock psychédélique qui constitue l’un des meilleurs albums de space rock allemand des années 1970. En 1973, le guitariste Gustav Lütjens intègre Agitation Free qui enregistre son deuxième album, tout simplement intitulé Second (Vertigo, 1973).
Suivent deux années de tournée en France et en Allemagne. De cette période, plusieurs disques live témoigneront dont : Last (Barclay, 1976) et At the Cliffs of River Rhine. Mais cette interminable tournée mène le groupe à l’épuisement et provoque certains différends quant à la direction musicale à prendre. Michael Hoenig, qui a reçu une proposition de Klaus Schulze de Tangerine Dream, quitte en 1974 le groupe, suivi de Burghard Rausch et Lutz Ulbrich. La même année, la décision de mettre fin à Agitation Free est prise.
En 1998, Gunther, Rausch, Hoenig et Ulbrich se réunissent pour l'anniversaire d'Ulbirch et décident de reformer le groupe. En 1999, ils sortent l'album River of Return, en collaboration avec Johannes Papparet du groupe underground Kraan, et Bernard Potschka, anciennement guitariste de Spliff.
Agitation Free revient en février 2007 pour une tournée japonaise.

## Membres
- Michael Gunther : basse (1967-1974, 1998, 2007, 2012)
- Lutz Ulbrich : guitare (1967-1974, 1998, 2007, 2012)
- Christopher Franke : batterie (1967-1971)
- Lutz Ludwig Kramer : guitare (1967-1970)
- Michael Duwe : chant (1967)
- Axel Genrich : guitare (1970)
- Jörg Schwenke : guitare (1970-1973)
- Burghard Rausch : batterie (1971-1974, 1998, 2007, 2012)
- Michael Hoenig : claviers (1971-1974, 1998, 2007, 2012)
- Stefan Diez : guitare (1973)
- Gustl Luetjens : guitare (1973-1974, 1998, 2007, 2012)

## Discographie
- 1972 : Malesch
- 1973 : Second
- 1976 : Last
- 1995 : Fragments
- 1998 : At the Cliffs of River Rhine
- 1999 : River of Return
- 1999 : The Other Side of
- 2014 : Shibuya Nights